# 나주반남중학교
나주반남중학교(羅州潘南中學校)는 대한민국 전라남도 나주시 반남면 흥덕리에 있는 공립 중학교이다.

## 학교 연혁
- 1974년 3월 1일 : 초대 정원기 교장 취임
- 1974년 3월 8일 : 개교
- 2023년 9월 1일 : 제20대 이미향 교장 부임
- 2025년 1월 9일 : 제49회 8명 졸업(총 졸업생 2,668명)
- 2025년 3월 4일 : 신입생 9명(남 3명, 여 6명)

## 참고 자료
- 나주반남중학교 - 한국교육학술정보원 학교알리미